# Ab Gritter
Ab Gritter (Beilen, 22 luglio 1949 – Havelte, 16 ottobre 2008) è stato un calciatore e allenatore di calcio olandese, di ruolo attaccante.

## Palmarès

### Giocatore

#### Club
- Coppa dei Paesi Bassi: 1

Twente: 1976-1977

#### Individuale
- Capocannoniere della Coppa delle Coppe: 1

1977-1978 (6 gol)